# Garth (North Mainland)

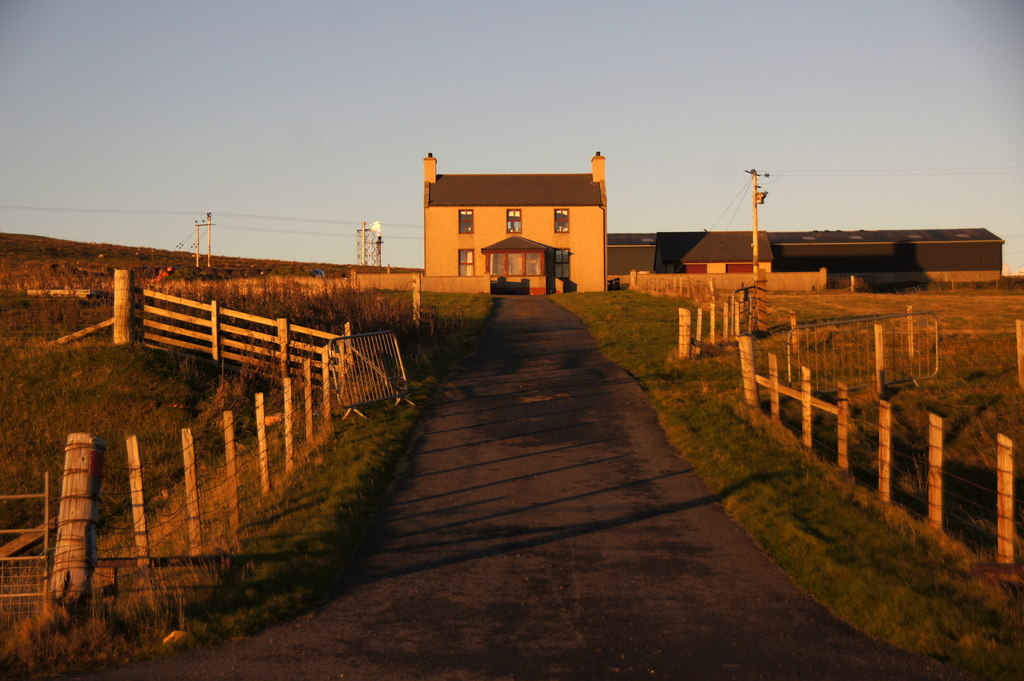
Bauernhof in Garth

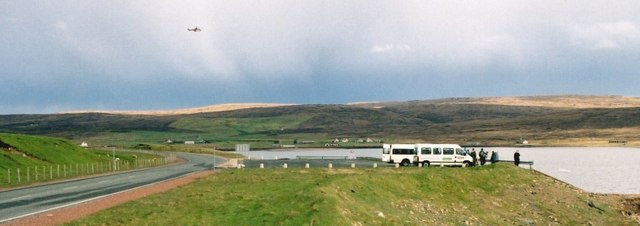
Parkplatz in Garth

Garth ist eine kleine Ortschaft, die in Schottland im Norden der Shetlandinseln liegt.

## Geographie
Garth liegt im Norden von Mainland im Bereich der westlichen Küste, nordöstlich der Bucht Garths Voe. Zum Ölterminal Sullom Voe ist es einen Kilometer im Nordwesten, nach Mossbank vier Kilometer im Osten. Weitere Ortschaften in der Nähe sind Scatsta im Südwesten und Toft im Nordosten.

## Historisches
Im Rahmen der historischen Gliederung Schottlands in Civil Parishes zählt Garth zu Delting. In Garth ist ein Bauwerk zur Unterbringung von Ponys 1997 als Listed Building der Kategorie B eingestuft worden.